# Vorland der mittleren Schwäbischen Alb (Vogelschutzgebiet)
Das Gebiet Vorland der mittleren Schwäbischen Alb ist ein 2007 eingerichtetes und mit Verordnung vom 5. Februar 2010 durch das Ministerium für Ernährung und Ländlichen Raum festgelegtes Europäisches Vogelschutzgebiet (Schutzgebietskennung DE-7323-441) in den baden-württembergischen Landkreisen Esslingen und Göppingen in Deutschland.

## Lage
Das Schutzgebiet ist nach dem „Vorland der mittleren Schwäbischen Alb“ benannt, ein Naturraum des Schwäbischen Keuper-Lias-Lands im Südwestdeutschen Stufenland.
Die insgesamt rund 17.000 Hektar (ha) großen 13 Teilgebiete des Vogelschutzgebiets liegen südlich der Fils und nördlich der Schwäbischen Alb, zwischen Geislingen an der Steige im Osten und Neuffen im Südwesten. Sie verteilen sich auf 12 Städte und 26 Gemeinden in zwei Landkreisen:
- Landkreis Esslingen (11.237,6 ha)
  - Städte Kirchheim unter Teck (2.010,74 ha = 11,82 %), Neuffen (829,212 ha = 4,87 %), Nürtingen (833,63 ha = 4,90 %), Owen (600,10 ha = 3,52 %), Weilheim an der Teck (1.266,57 ha = 7,44 %), Wendlingen (190,15 ha = 1,11 %) und Wernau (197,35 ha = 1,16 %)
  - Gemeinden Beuren (698,86 ha = 4,11 %), Bissingen an der Teck (726,22 ha = 4,27 %), Dettingen unter Teck (1.005,18 ha = 5,91 %), Frickenhausen (410,11 ha = 2,41 %), Holzmaden (133,51 ha = 0,78 %), Kohlberg (87,85 ha = 0,51 %), Lenningen (694,15 ha = 4,08 %), Neidlingen (583,83 ha = 3,43 %), Notzingen (470,52 ha = 2,76 %), Oberboihingen (10,47 ha = 0,06 %) und Ohmden (489,18 ha = 2,87 %)
- Landkreis Göppingen (5.765,3 ha)
  - Städte Eislingen/Fils (122,08 ha = 0,71 %), Geislingen an der Steige (106,42 ha = 0,62 %), Göppingen (1.146,29 ha = 6,74 %), Süßen (283,61 ha = 1,66 %) und Uhingen (296,43 ha = 1,74 %)
  - Gemeinden Aichelberg (52,47 ha = 0,30 %), Albershausen (325,68 ha = 1,91 %), Bad Boll (353,39 ha = 2,07 %), Bad Überkingen (45,33 ha = 0,26 %), Deggingen (15,99 ha = 0,09 %), Dürnau (151,82 ha = 0,89 %), Eschenbach (288,34 ha = 1,69 %), Gammelshausen (63,06 ha = 0,37 %), Gingen an der Fils (174,45 ha = 1,02 %), Hattenhofen (563,33 ha = 3,31 %), Heiningen (574,94 ha = 3,38 %), Kuchen (157,98 ha = 0,92 %), Schlat (270,45 ha = 1,59 %), Schlierbach (321,24 ha = 1,88 %) und Zell unter Aichelberg (452,06 ha = 2,65 %)

## Beschreibung
Beschrieben wird das Schutzgebiet „Vorland der mittleren Schwäbischen Alb“ als „vielfältige kleinteilige Kulturlandschaft mit ausgedehnten Streuobstwiesen und eingestreuten Waldflächen“.

### Bedeutung
Das Vogelschutzgebiet „Vorland der mittleren Schwäbischen Alb“ ist das wichtigste Brutgebiet für den Halsbandschnäpper in Deutschland sowie bedeutendes Brutgebiet für Grau- und Mittelspecht, Wendehals und Neuntöter.

### Lebensraumklassen
|                                                                 |                                                                 |  |      |      |
| Nichtwaldgebiete mit hölzernen Pflanzen, Gestrüpp usw.          | Nichtwaldgebiete mit hölzernen Pflanzen, Gestrüpp usw.          |  | 35 % | 35 % |
| Laubwald                                                        | Laubwald                                                        |  | 5 %  | 5 %  |
| Mischwald                                                       | Mischwald                                                       |  | 18 % | 18 % |
| Trockengelegtes Grünland                                        | Trockengelegtes Grünland                                        |  | 22 % | 22 % |
| Heide, Steppe, Trockenrasen                                     | Heide, Steppe, Trockenrasen                                     |  | 1 %  | 1 %  |
| Anderes Ackerland                                               | Anderes Ackerland                                               |  | 18 % | 18 % |
| Sonstiges (Städte, Straßen, Deponien, Gruben, Industriegebiete) | Sonstiges (Städte, Straßen, Deponien, Gruben, Industriegebiete) |  | 1 %  | 1 %  |
|                                                                 |                                                                 |  |      |      |

## Schutzzweck
Die gebietsbezogenen Erhaltungsziele sind je nach Art unterschiedlich beschrieben:

### Brutvögel
Brutvogelarten, die im Anhang I der Vogelschutzrichtlinie aufgelistet und für die in ganz Europa besondere Maßnahmen anzuwenden sind. In diese Kategorie fallen in Baden-Württemberg insgesamt 39, im Schutzgebiet „Vorland der mittleren Schwäbischen Alb“ acht Arten.

#### Grauspecht(Picus canus)
Erhaltung von reich strukturierten lichten Laub- und Laubmischwäldern mit Offenflächen zur Nahrungsaufnahme, von Auenwäldern, von extensiv bewirtschafteten Streuobstwiesen, Erhaltung der Magerrasen, mageren Mähwiesen oder Viehweiden, Erhaltung von Randstreifen, Rainen, Böschungen und gesäumten gestuften Waldrändern, von Altbäumen und Altholzinseln, von Totholz, insbesondere von stehendem Totholz, Erhaltung der Bäume mit Großhöhlen sowie des Nahrungsangebots.

#### Halsbandschnäpper(Ficedula albicollis)

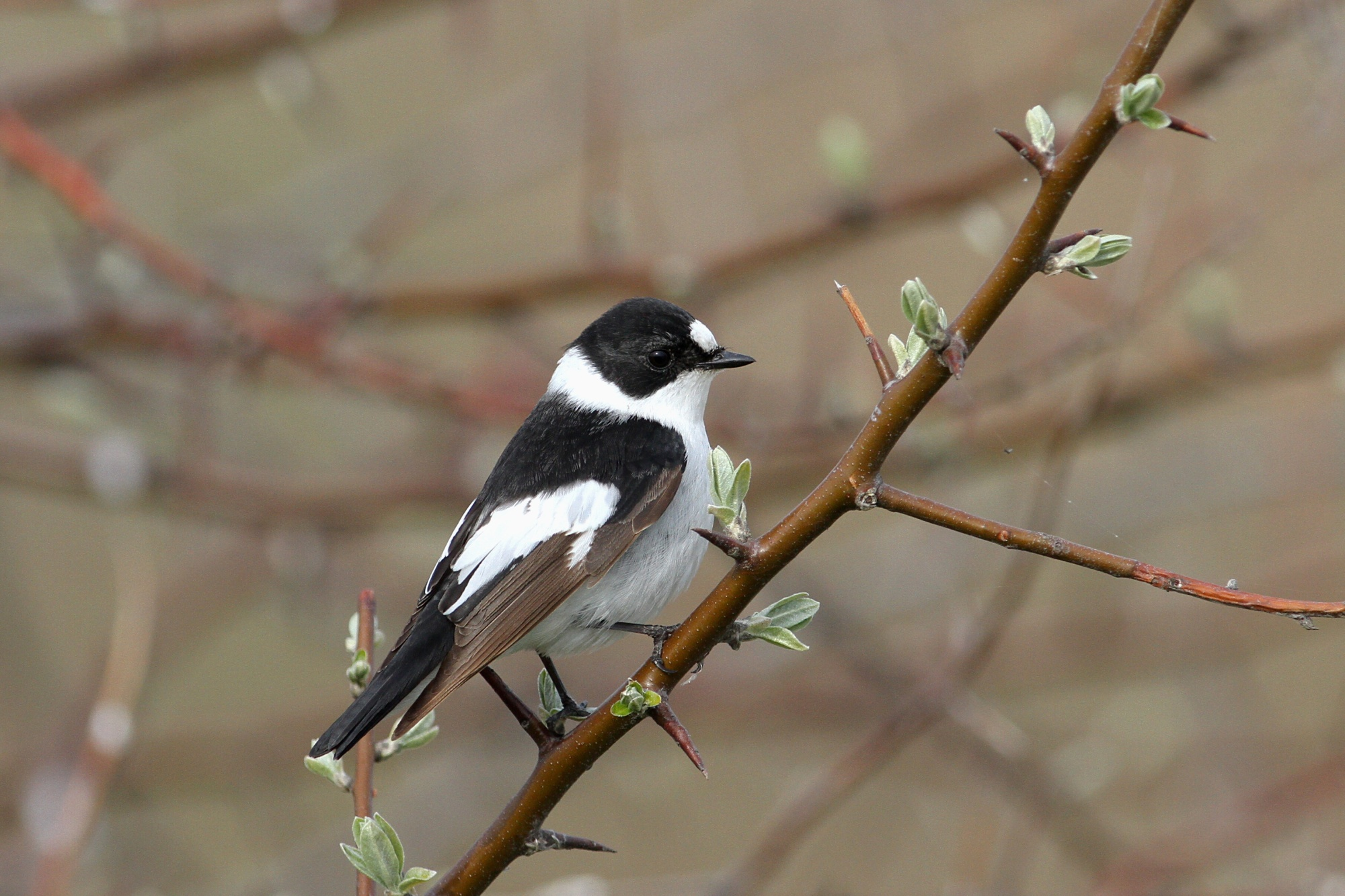
Halsbandschnäpper

Erhaltung von extensiv bewirtschafteten Streuobstwiesen mit hohem Kernobstanteil, von lichten Laub- und Auenwäldern, von Altbäumen und Altholzinseln, von Bäumen mit Höhlen sowie die Erhaltung des Nahrungsangebots, insbesondere mit Insekten.

#### Mittelspecht(Dendrocopos medius)
Erhaltung von Laub- und Laubmischwäldern, insbesondere mit Eichenanteilen, von Auen- und Erlenwäldern, von extensiv bewirtschafteten Streuobstwiesen, von Altbäumen und Altholzinseln, von stehendem Totholz sowie Bäumen mit Höhlen.

#### Neuntöter(Lanius collurio)

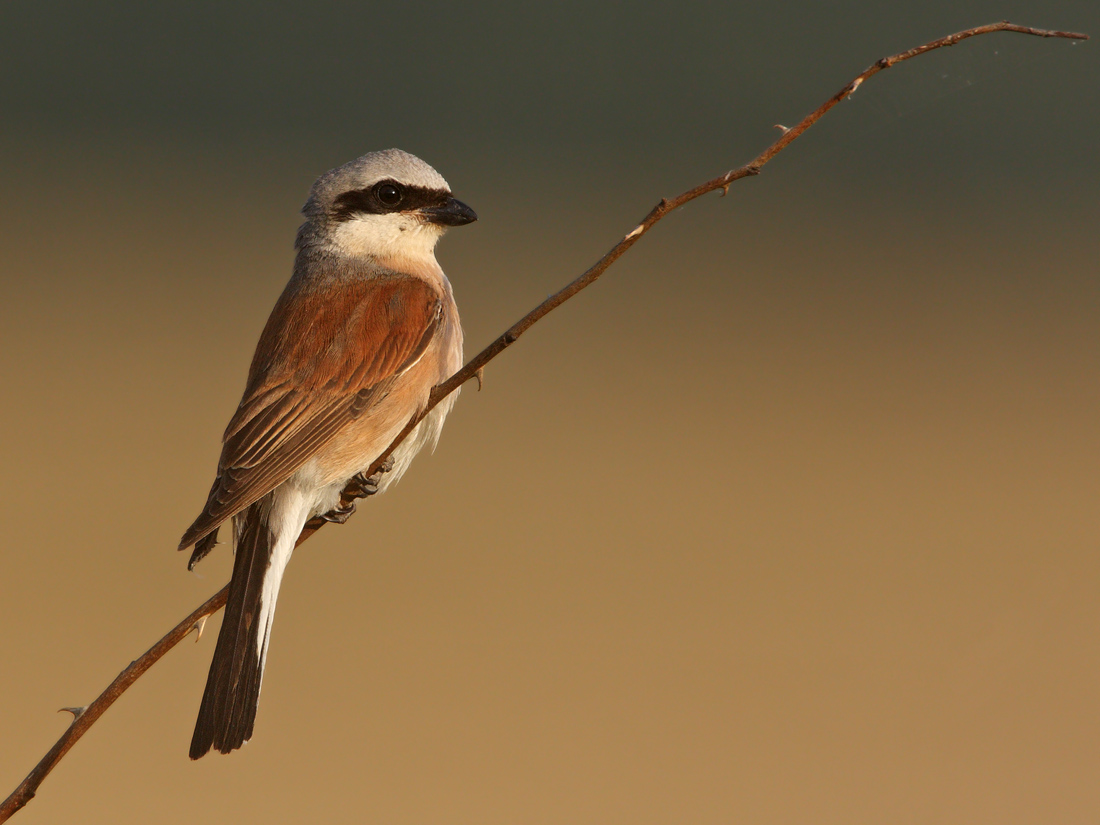
Neuntöter

Erhaltung von extensiv bewirtschafteten Streuobst-, Grünland- und Heidegebieten, von Nieder- und Mittelhecken aus standortheimischen Arten, insbesondere dorn- oder stachelbewehrte Gehölze, Erhaltung der Streuwiesen und offenen Moorränder, Erhaltung von Einzelbäumen und Büschen in der offenen Landschaft, von Feldrainen, Graswegen, Ruderal-, Staudenfluren und Brachen, Acker- und Wiesenrandstreifen, von Sekundärlebensräumen wie aufgelassene Abbaustätten mit vorgenannten Lebensstätten sowie Erhaltung des Nahrungsangebots, insbesondere mit größeren Insekten.

#### Rotmilan(Milvus milvus)

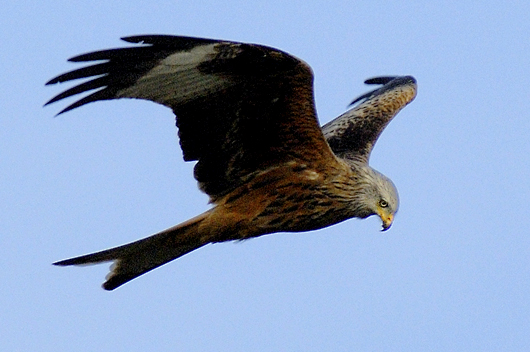
Rotmilan

Erhaltung von vielfältig strukturierten Kulturlandschaften mit lichten Waldbeständen, von Feldgehölzen, großen Einzelbäumen und Baumreihen in der offenen Landschaft, von Grünland, von Altholzinseln und alten, großkronigen Bäumen mit freier Anflugmöglichkeit, Erhaltung der Bäume mit Horsten, der Lebensräume ohne Gefahrenquellen wie nicht vogelsichere Freileitungen und Windkraftanlagen sowie die Erhaltung störungsfreier oder zumindest störungsarmer Fortpflanzungsstätten während der Fortpflanzungszeit vom 1. März bis zum 31. August.

#### Schwarzmilan(Milvus migrans)

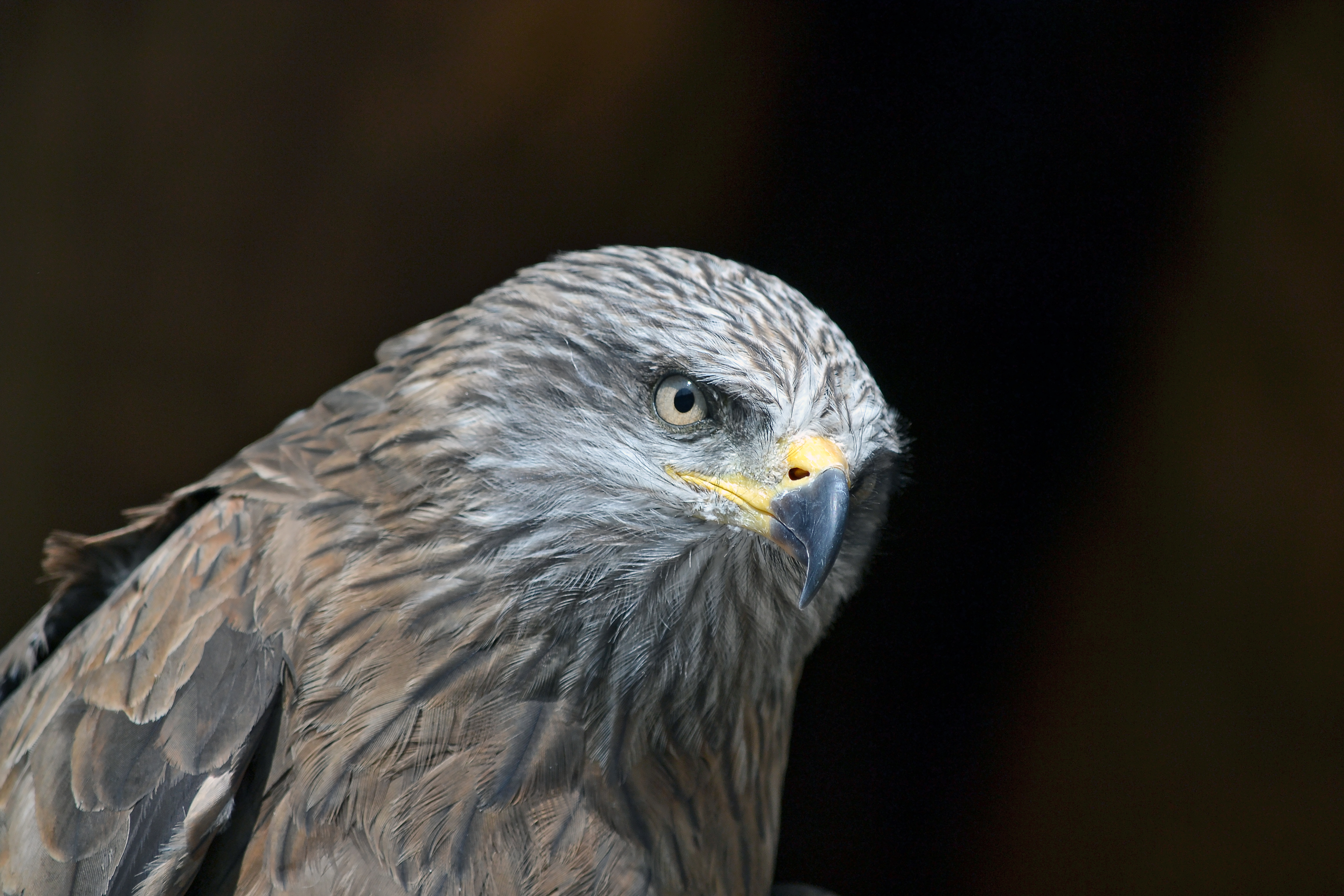
Schwarzmilan

Erhaltung von vielfältig strukturierten Kulturlandschaften, von lichten Waldbeständen, insbesondere Auenwäldern, von Feldgehölzen, großen Einzelbäumen und Baumreihen in der offenen Landschaft, Grünland, Altholzinseln und alten, großkronigen Bäumen mit freier Anflugmöglichkeit, insbesondere in Waldrandnähe, Erhaltung der naturnahen Fließ- und Stillgewässer, Erhaltung der Bäume mit Horsten, der Lebensräume ohne Gefahrenquellen wie nicht vogelsichere Freileitungen und Windkraftanlagen sowie Erhaltung störungsfreier oder zumindest störungsarmer Fortpflanzungsstätten während der Fortpflanzungszeit vom 1. März bis zum 15. August.

#### Schwarzspecht(Dryocopus martius)

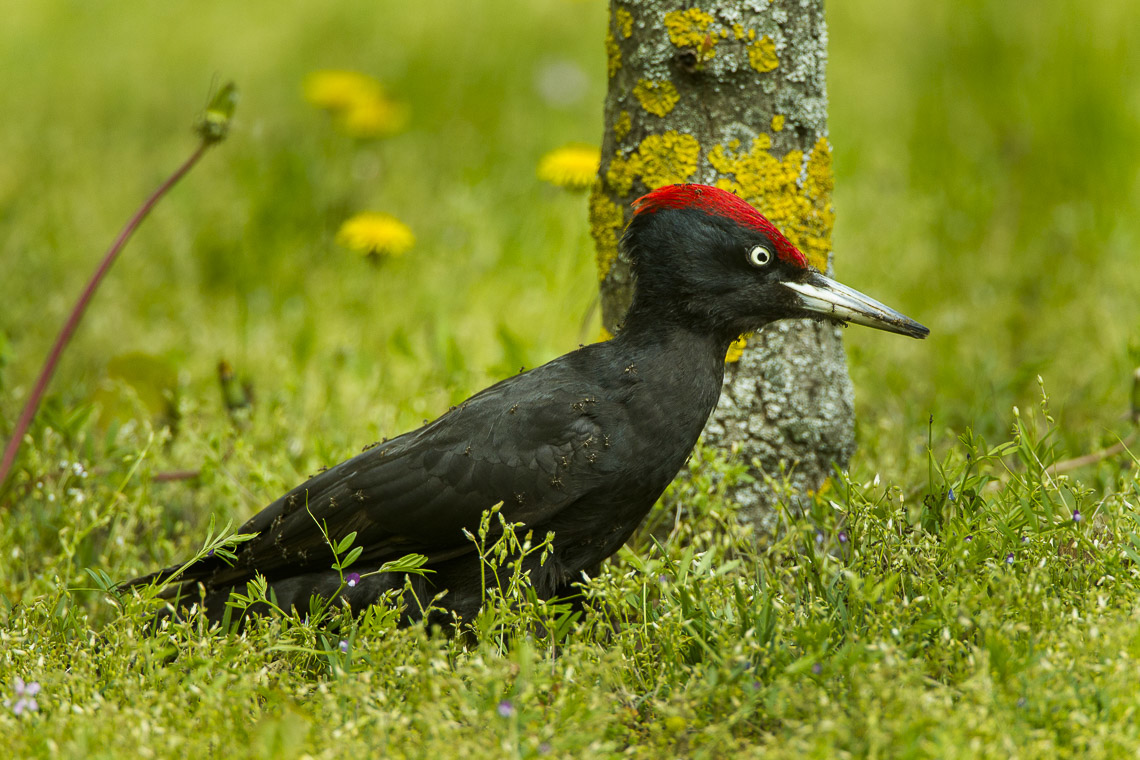
Schwarzspecht

Erhaltung von ausgedehnten Wäldern, Altbäumen und Altholzinseln, Totholz, Erhaltung der Bäume mit Großhöhlen sowie des Nahrungsangebots, insbesondere mit Ameisen.

#### Wespenbussard(Pernis apivorus)

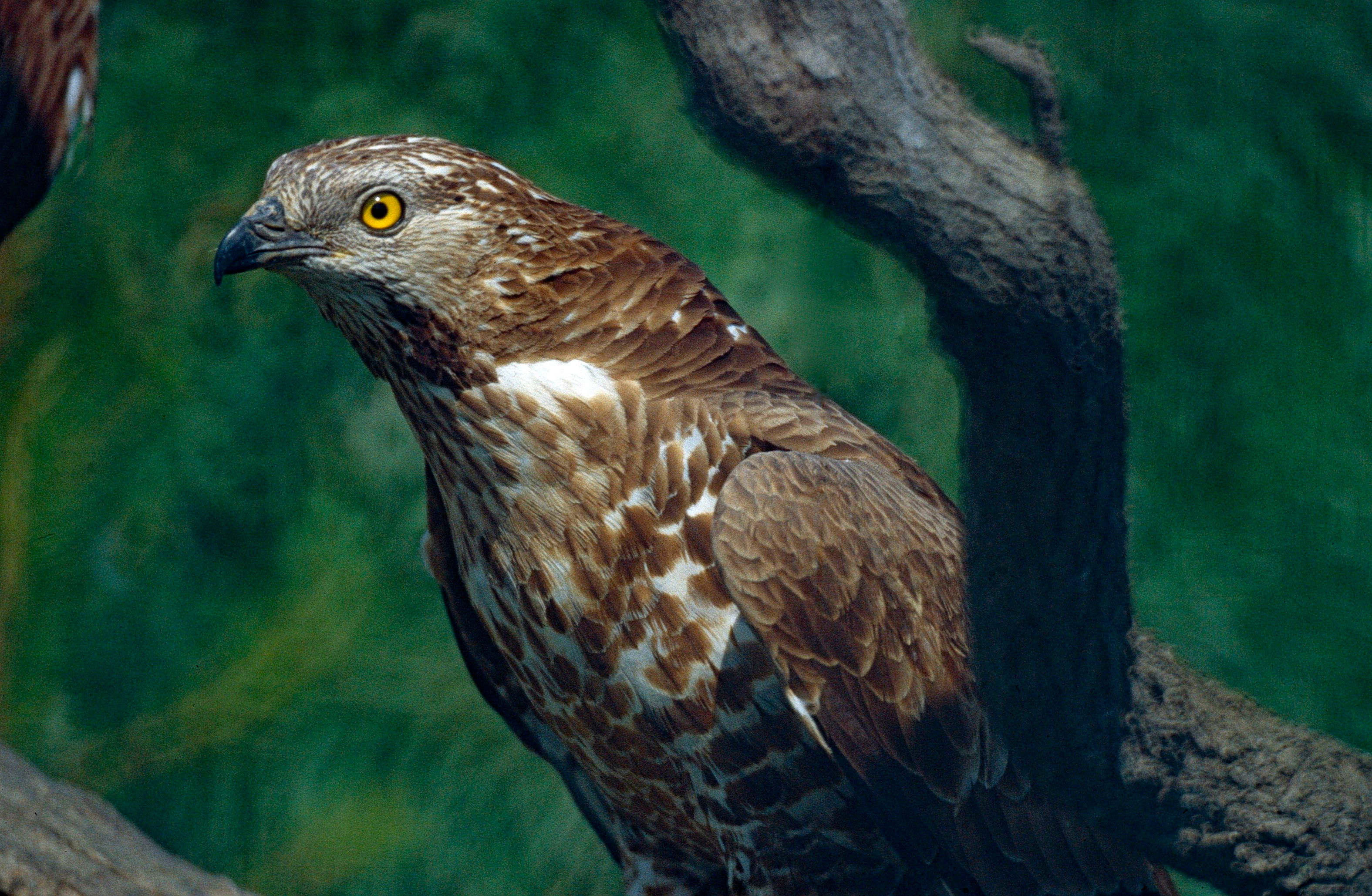
Wespenbussard

Erhaltung von vielfältig strukturierten Kulturlandschaften, lichten Laub- und Misch- sowie Kiefernwäldern, Feldgehölzen, extensiv genutztem Grünland, Altholzinseln und alten, großkronigen Bäumen mit freier Anflugmöglichkeit, Erhaltung der Magerrasen, Bäumen mit Horsten, Erhaltung des Nahrungsangebots, insbesondere mit Staaten bildenden Wespen und Hummeln sowie Erhaltung störungsfreier oder zumindest störungsarmer Fortpflanzungsstätten während der Fortpflanzungszeit vom 1. Mai bis zum 31. August.

### Zugvögel
Weitere, nicht in Anhang I aufgelistete Zugvogelarten, die im Land brüten und für die Schutzgebiete ausgewählt wurden. In diese Kategorie fallen in Baden-Württemberg insgesamt 36, im Schutzgebiet „Vorland der mittleren Schwäbischen Alb“ vier Arten.

#### Baumfalke(Falco subbuteo)

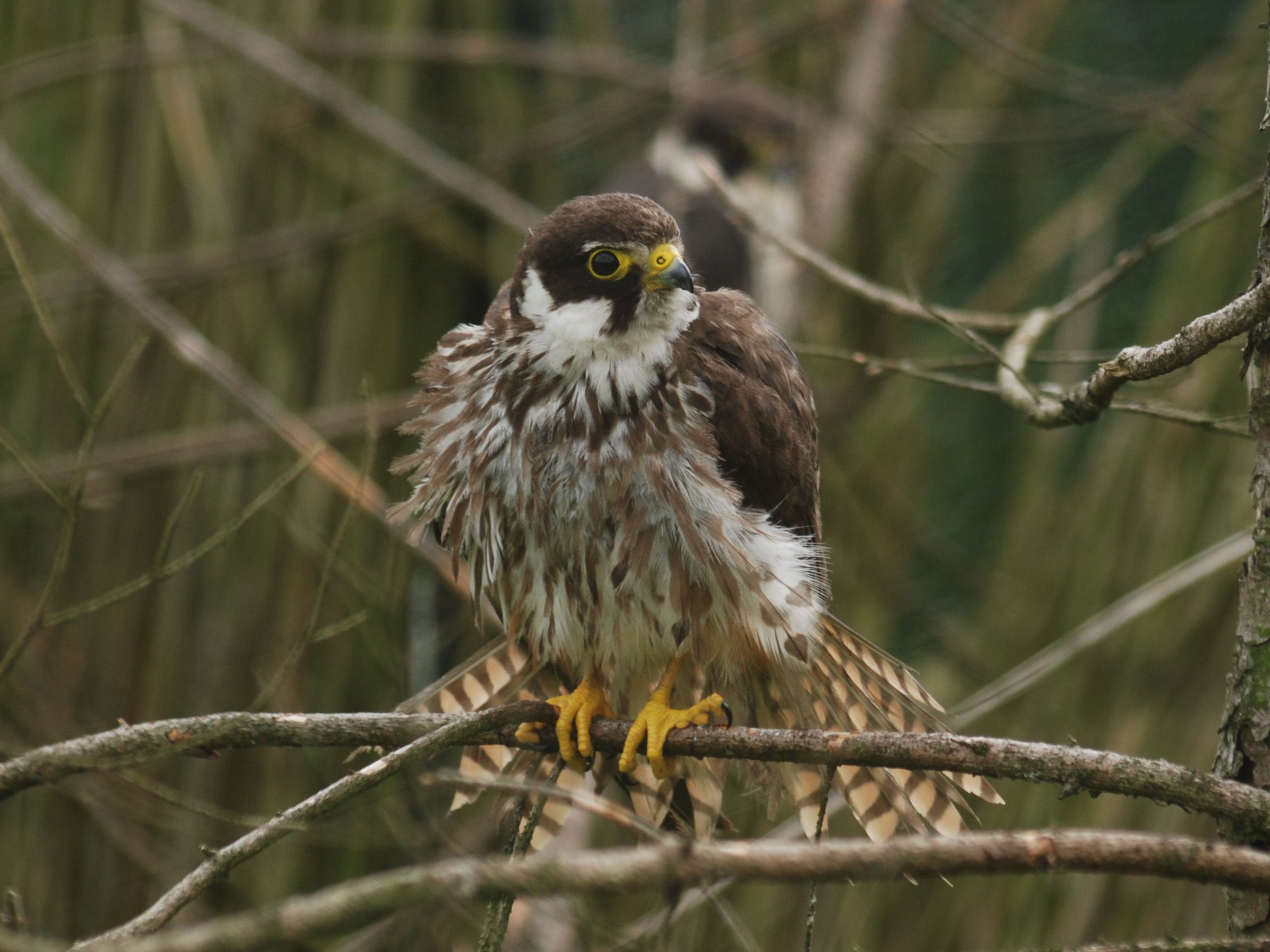
Baumfalke

Erhaltung von lichten Wäldern mit angrenzenden offenen Landschaften, von Altbäumen und Altholzinseln, von Überhältern, von Feldgehölzen oder Baumgruppen in Feldfluren oder entlang von Gewässern, von extensiv genutztem Grünland, von Gewässern mit strukturreichen Uferbereichen und Verlandungszonen, von Nistgelegenheiten wie Krähennester, des Nahrungsangebots, insbesondere mit Kleinvögeln und Großinsekten sowie störungsfreier oder zumindest störungsarmer Fortpflanzungsstätten während der Fortpflanzungszeit vom 15. April bis zum 15. September.

#### Hohltaube(Columba oenas)
Erhaltung von Laub- und Laubmischwäldern, von Altbäumen und Altholzinseln, von Bäumen mit Großhöhlen sowie Grünlandgebieten und extensiv genutzten Feldfluren mit Brachen, Ackerrandstreifen sowie wildkrautreichen Grassäumen.

#### Wachtel(Coturnix coturnix)

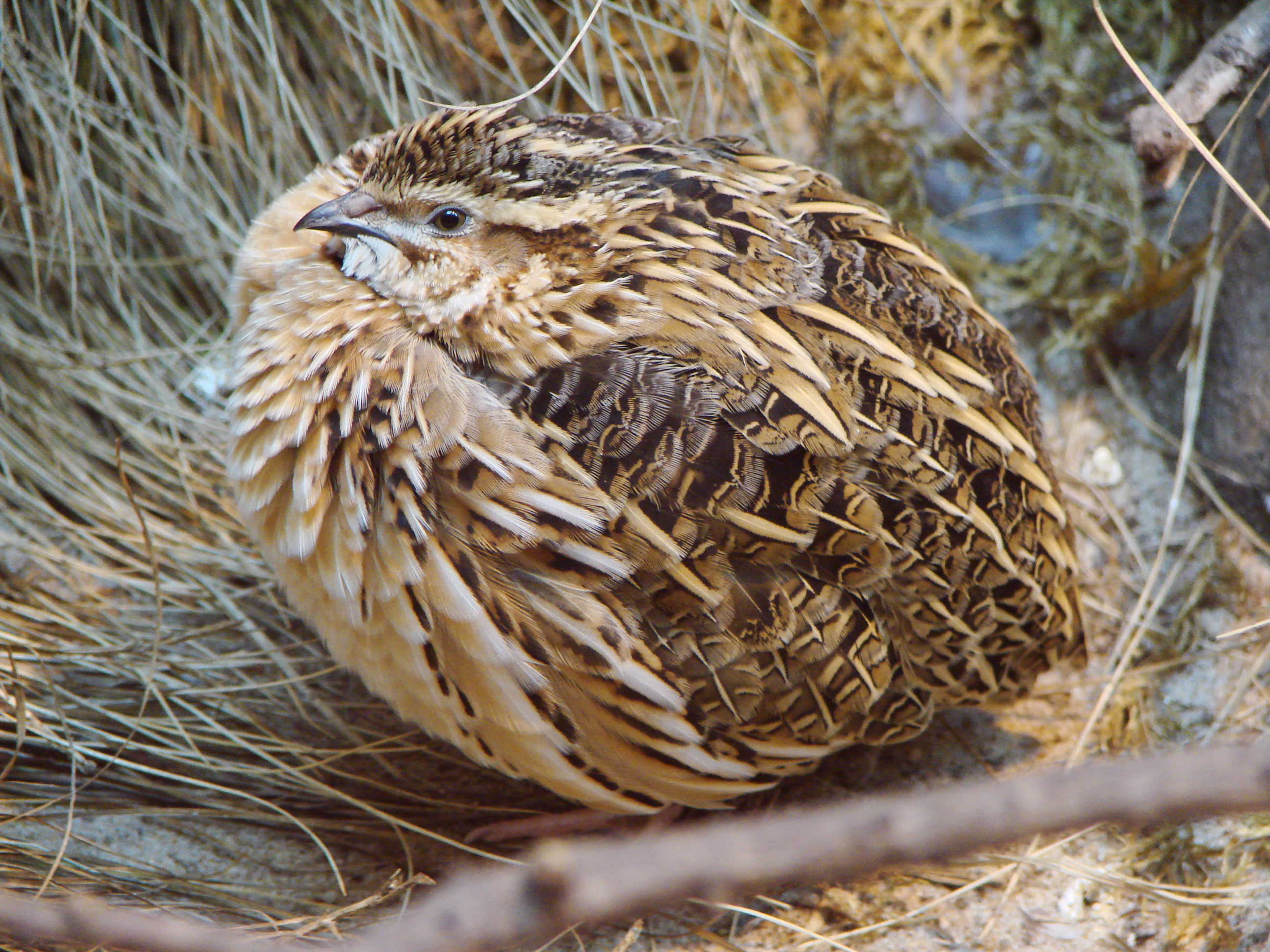
Wachtel

Erhaltung einer reich strukturierten Kulturlandschaft, Erhaltung von vielfältig genutztem Ackerland, extensiv genutztem Grünland, insbesondere von magerem Grünland mit lückiger Vegetationsstruktur und hohem Kräuteranteil, von Gelände-Kleinformen mit lichtem Pflanzenwuchs wie Zwickel, staunasse Kleinsenken, Dolinen-Einbrüche, quellige Flecken, Kleinmulden, Steinfelder, Magerrasen-Flecken und Steinriegel, von wildkrautreichen Ackerrandstreifen und kleineren Brachen, Gras-, Röhricht- und Staudensäumen sowie Erhaltung des Nahrungsangebots, insbesondere mit verschiedenen Sämereien und Insekten.

#### Wendehals(Jynx torquilla)

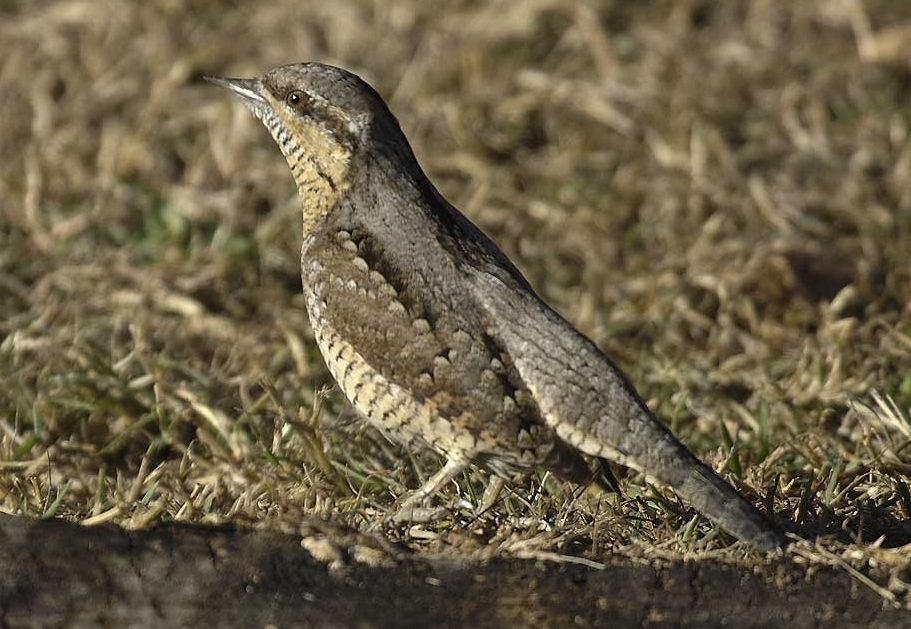
Wendehals

Erhaltung von aufgelockerten Laub-, Misch- und Kiefernwäldern auf trockenen Standorten sowie Auenwäldern mit Lichtungen oder am Rande von Offenland, Erhaltung von extensiv bewirtschafteten Streuobstbeständen, Magerrasen, Heiden und Steinriegel-Hecken-Gebieten, von mageren Mähwiesen oder Viehweiden sowie Feldgehölzen, Erhaltung von zeitlich differenzierten Nutzungen im Grünland, von Altbäumen und Altholzinseln, von Bäumen mit Höhlen, Erhaltung von Randstreifen, Rainen, Böschungen und gesäumten gestuften Waldrändern sowie Erhaltung des Nahrungsangebots, insbesondere mit Wiesenameisen.